# Собор Сеу-Велья
Собор Сеу-Велья (кат. Seu Vella de Lleida), что означает «Старый престол», является важнейшим историческим памятником города Льейда (Каталония, Испания). Хотя собор и построен в романском стиле, его своды выполнены в готическом стиле. Собор расположен на большом холме, благодаря чему он возвышается над всем городом на протяжении многих веков.

## История

### Ранняя история
В 832 году, после арабского завоевания, раннехристианская и вестготская церковь была превращена в главную мечеть региона. Граф Рамон Беренгер и граф Эрменгол VI Уржельский отбили город у арабов в 1149 году. Епископ Гильем Пере де Равидат, перебравшийся сюда из собора в епархии Рода де Исабена, освятил мусульманскую мечеть, превратив её в христианский собор.

### Романский собор
В 1193 году кафедральный капитул поручил знаменитому строителю Пере де Кома сделать проект нового собора, который и был им сделан в соответствии с романскими канонами строительства. План основания собора похож на бенедиктинские соборы, которые господствовали в Европе в XI и XII веках.
22 июля 1203 года епископ Гомбау де Кампоррел и король Педро II с графом графом Эрменголом VIII заложили первый камень, который впоследствии стал мемориальной плитой.
Новый собор был выстроен на месте древнего, начиная с левого трансепта и ворот святого Беренгера, заканчивая апсидой.
Храм был освящен 31 октября 1278 года епископом Гильемом де Монкада.
Считается, что Пере де Кома, погибший в 1286 году, построил крестовый свод храма. Общий план соборов в Лериде и Таррагоне сходен с соборами, распространенными на севере Франции[значимость факта?].

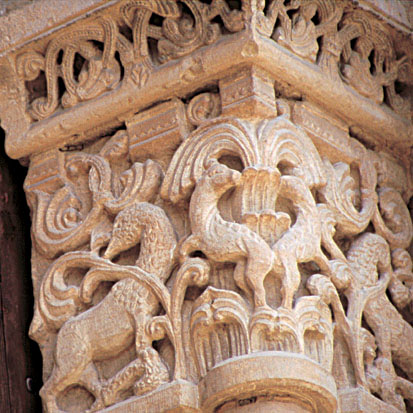
Капитель собора Сеу-Велья

### XIV—XV века
Основная работа над собором завершилась к концу XIII века, незаконченными оставались капелла, крытая галерея, украшения главного алтаря, ворота Апостолов и колокольня.
Крытая галерея (клуатр) строилась со второй половины XIII до XV века. Гильем д’Эниль в 1330 году работал над крытой галереей, а в 1337 завершил капеллу Уго де Кардонаю. Пере Пикер работал над постройкой капелл епископа Феррера Колома, рода Монткада и епископа Арнау Сеском. Гильем Сегер, известнейший мастер, творивший в середине XIV века закончил постройку ворот Апостолов. До 1378 года над воротами работали Бартомью до Робьё и Жауме Каскальс, которые также работали над постройкой монастыря Поблет. В XV веке французский мастер Карл Галте де Руан работал над воротами Апостолов, а также над колокольней. Таким образом, на протяжении многих лет над собором трудилась целая плеяда выдающихся мастеров Средневековья.

### Новое время
В 1707 году город захватили войска Филиппа V, а собор был превращен в военную комендатуру. В это время все службы проходили в небольшой церкви Святого Лоренсо. Большая часть церковных богатств, не спрятанная служителями церкви, была разграблена или уничтожена. Позже король выпустил указ о сносе церкви, но это решение так и не было приведено в жизнь из-за кончины монарха.
В 1761—1781 годах шло строительство нового собора в стиле барокко (исп. Catalan Catedral Nova de Lleida), но из-за неудачного местоположения на окраине, после постройки он так и не стал главным собором города.

9 декабря 1905 года папа Пий X присвоил собору Сеу-Велья звание Малой папской базилики.
Во второй половине XIX века значимость собора Сеу-Велья росла, пока, наконец, 12 июля 1918 года он не был признан национальным достоянием Испании. В 1950 году начались работы по реставрации собора.

## Архитектура

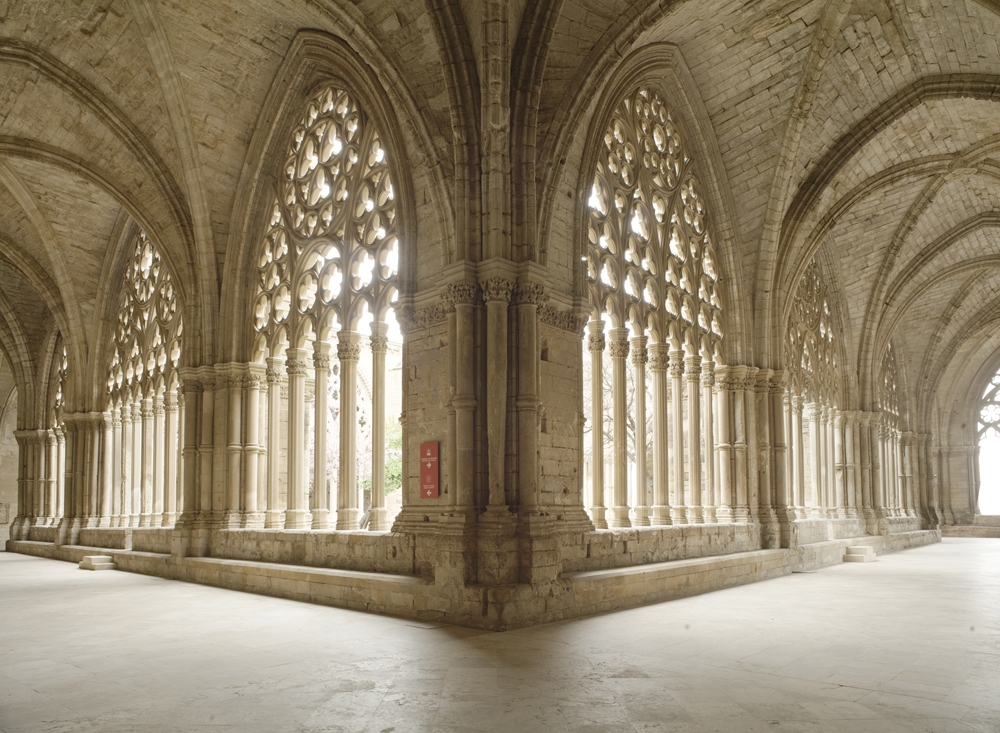
Клуатр
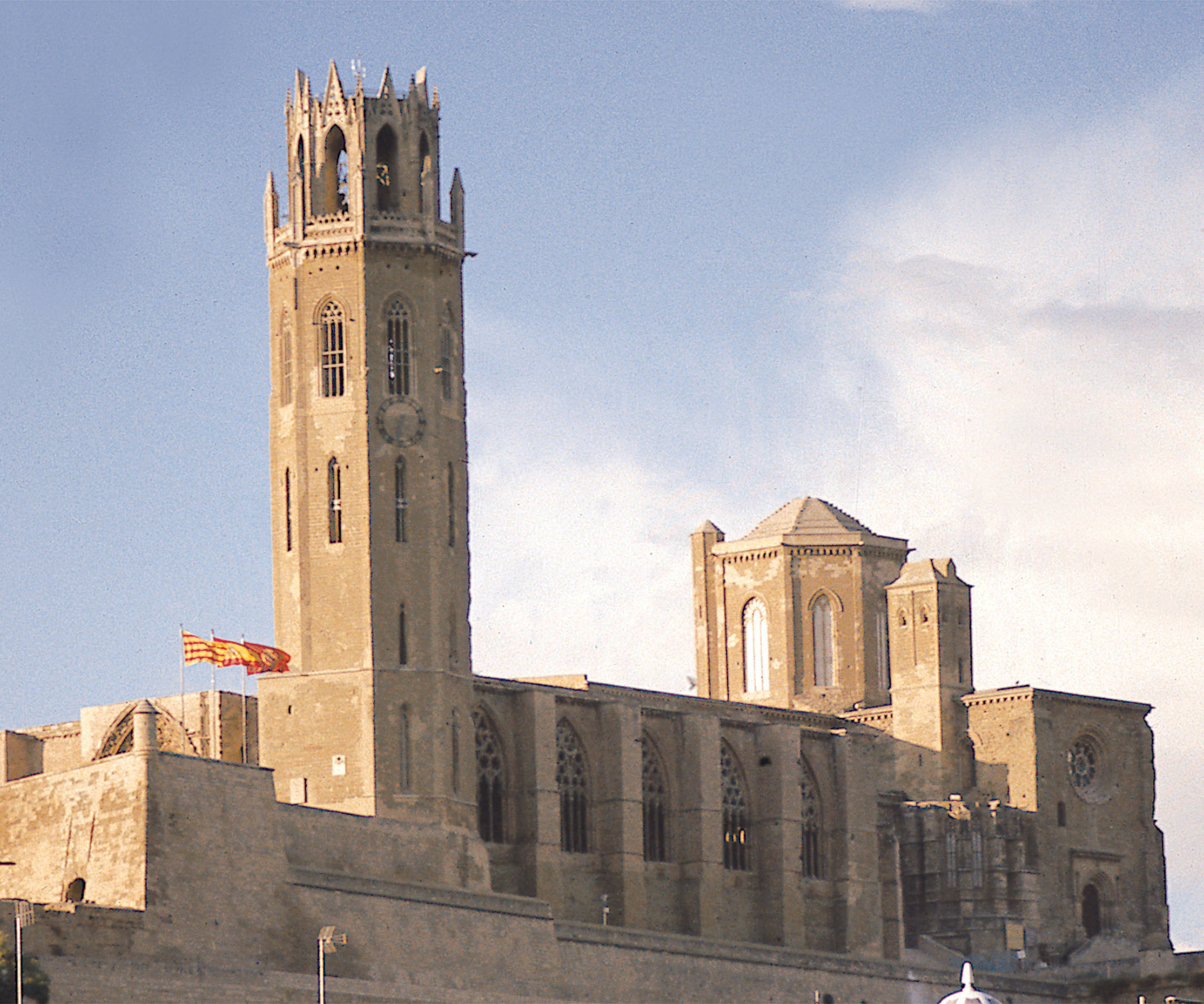
Колокольня
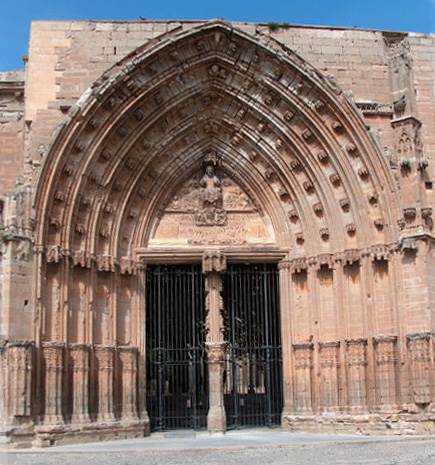
Ворота Апостолов
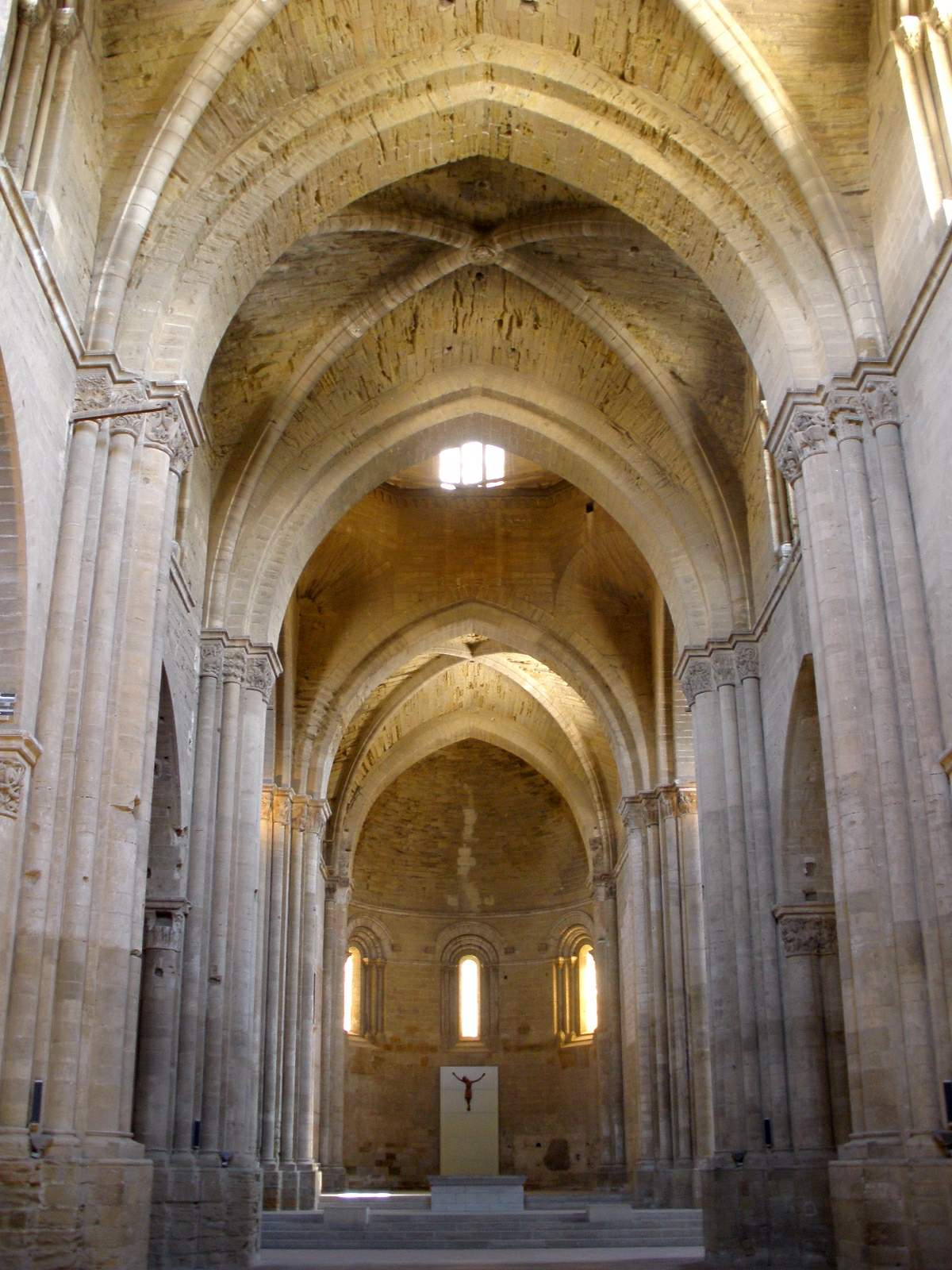
Своды собора